# Hoplismenus piliventris
Hoplismenus piliventris là một loài tò vò trong họ Ichneumonidae.